# متاکریلویل کلرید
متاکریلویل کلرید (به انگلیسی: Methacryloyl chloride) با فرمول شیمیایی C4H5ClO یک ترکیب شیمیایی با شناسه پاب‌کم 61671 است. که جرم مولی آن ۱۰۴٫۵۳۵ گرم بر مول می‌باشد. 